# Abrigo del Prao Medias
El abrigo del Prao Medias (también, abrigo del Barranco del Prao Medias) es un lugar arqueológico situado en Tormón, municipio de la provincia de Teruel (Comunidad Autónoma de Aragón, España).

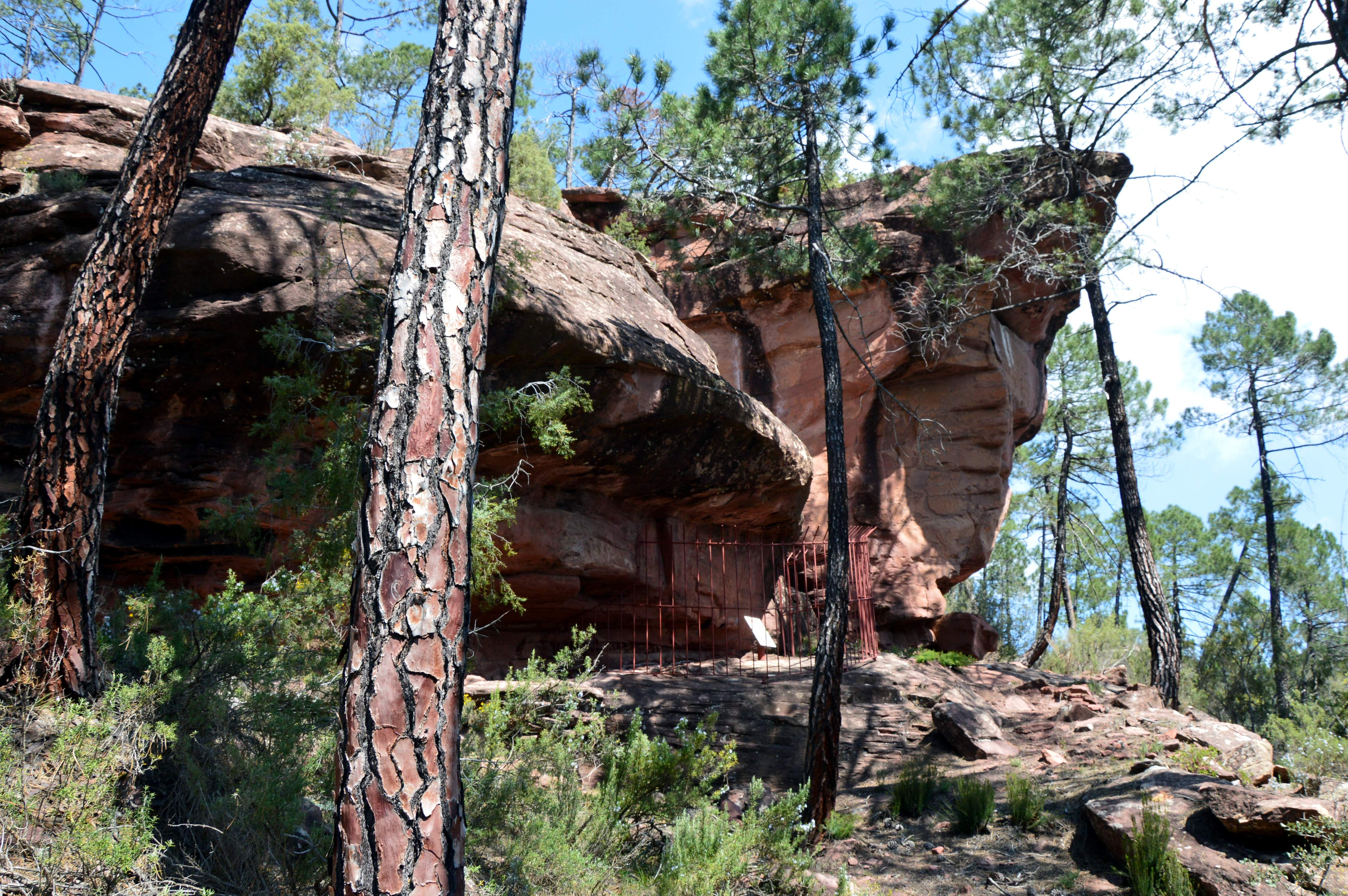
Abrigo del Prao Medias en el Rodeno de Tormón, Parque Cultural de Albarracín (2018).

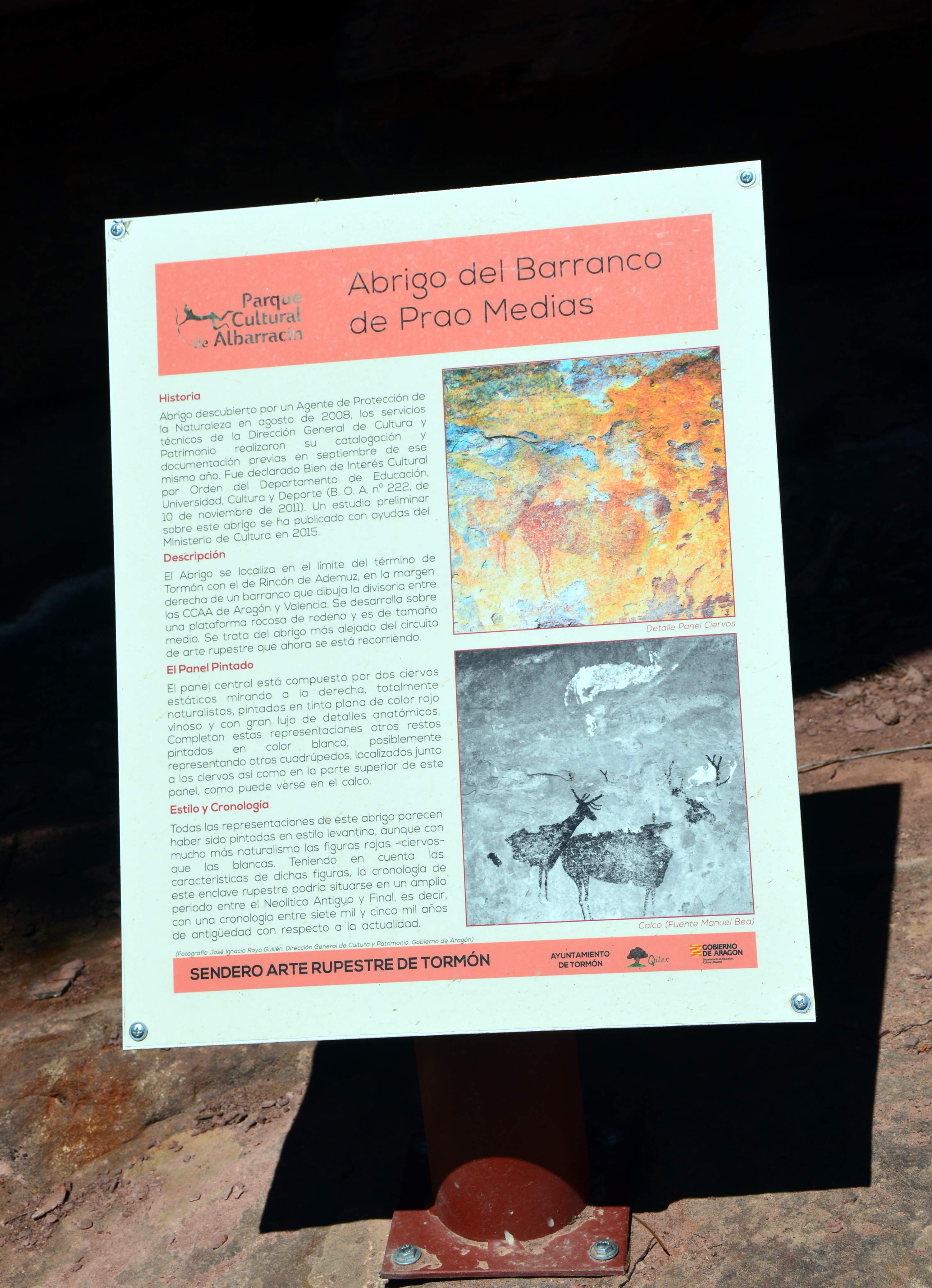
Panel informativo en el Abrigo del Prao Medias, Rodeno de Tormón, Parque Cultural de Albarracín (2018).

Forma parte del conjunto de abrigos de la «Ruta de Arte Rupestre de Tormón», perteneciente a los Abrigos rupestres de Tormón del Parque Cultural de Albarracín, declarado Patrimonio de la Humanidad (1998).

## Historia
Descubierto por el Agente de Protección de la Naturaleza (Liberato Fortea) y el miembro de la cuadrilla contra incendios n.º 18 (Ricardo Canet) -en agosto de 2008-: los servicios técnicos de la Dirección General de Cultura y Patrimonio del Gobierno de Aragón realizaron los trabajos previos de catalogación y documentación para su declaración como Bien de Interés Cultural (BIC).
No obstante, el estudio detallado del abrigo se realizó seis años después (Manuel Bea Martínez, 2014).

## Ubicación y descripción
Situado al final de la «Ruta de Arte Rupestre de Tormón», a 4,55 km del comienzo del recorrido (1 hora y 30 minutos caminando), propiamente se halla en la vertiente derecha del barranco de las Hoyuelas (accidente que sirve de divisoria entre Tormón por Teruel en Aragón y Castielfabib por Valencia, en el Rincón de Ademuz), a 370 metros del Prao Medias (6 minutos caminando), está protegido por un verja metálica.
Su ubicación responde al paradigma de las localizaciones habituales de abrigos rupestres en El Rodeno, «en una formación torriforme de arenisca que se destaca del entorno».
El afloramiento rocoso forma una gran oquedad que mira al suroeste, el soporte forma una pared lisa, aunque con notables áreas de desprendimiento que han afectado a varias de las representaciones del panel decorado:

«[...] destaca de este conjunto la representación de dos bellísimos ciervos de estilo levantino pintados en color rojo que en actitud estática miran a la derecha, uno detrás del otro. Tanto en la parte superior como a la derecha de estas figuras, aparecen restos pintados en blanco que corresponden al menos a otros dos cuadrúpedos y a un posible cérvido desaparecido».
Sendero por el Arte Rupestre de Tormón. Guía didáctica, José Ignacio Royo Guillén et al

En el panel se han identificado hasta 5 motivos pictóricos:
Motivo 1: Ciervo macho adulto orientado a la derecha (en color rojo oscuro), las patas traseras verticales y paralelas, mientras que las delanteras se disponen en “V” invertida y ángulo agudo, evidenciando la actitud estática del animal. Se aprecian efectos de repintado, viéndose la totalidad del cuadrúpedo, con la excepción de la parte anterior (cabeza, cuello, astas), donde el soporte presenta mayor erosión.
Motivo 2: Ciervo macho adulto orientado a la derecha (en color rojo oscuro), parcialmente superpuesto al Motivo 1: se conserva solo la parte delantera del animal (cabeza, orejas, astas), cuello estilizado sin efectos de repintado.
Motivo 3: Probable grupa de zoomorfo orientado a la derecha, situado a pocos centímetros por encima del Motivo 2 (14,5 cm). Mala conservación, intuyéndose sin embargo algunos elementos (cola, pata trasera), el desprendimiento del soporte en esta parte del panel afecta a la mitad delantera del motivo.
Motivo 4: Restos de pintura en tonos blancuzcos por encima del Motivo 1 (yuxtapuestos al asta izquierda del ciervo), de difícil interpretación: podría evocar tanto los cuartos traseros de un cuadrúpedo como la cabeza de un antropomorfo de estilo levantino.
Motivo 5: Trazo en color blanco de tendencia lineal vertical: el extremos superior (parcialmente desprendido) adopta forma bidente, a la derecha del Motivo 4.
Las representaciones pictóricas del abrigo se completan con «diversas manchas y trazos en color blanco tanto en la parte superior derecha del panel principal como a su izquierda».

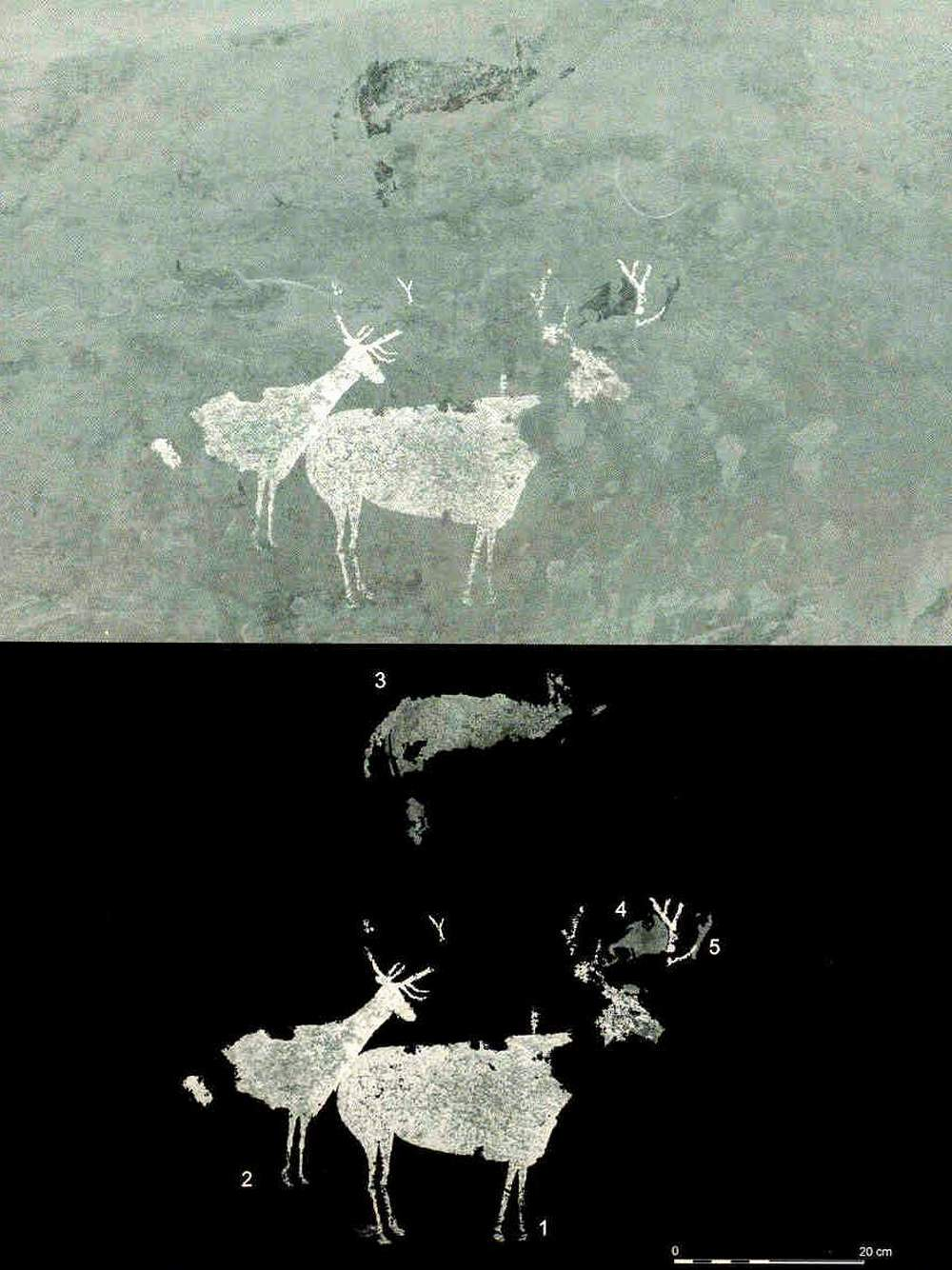
Detalle de panel decorado (tratamiento digital: calcos negativos) en el Abrigo del Prao Medias, Rodeno de Tormón, Parque Cultural de Albarracín [Modificado de Bea y Angás, 2015:130] (2018).

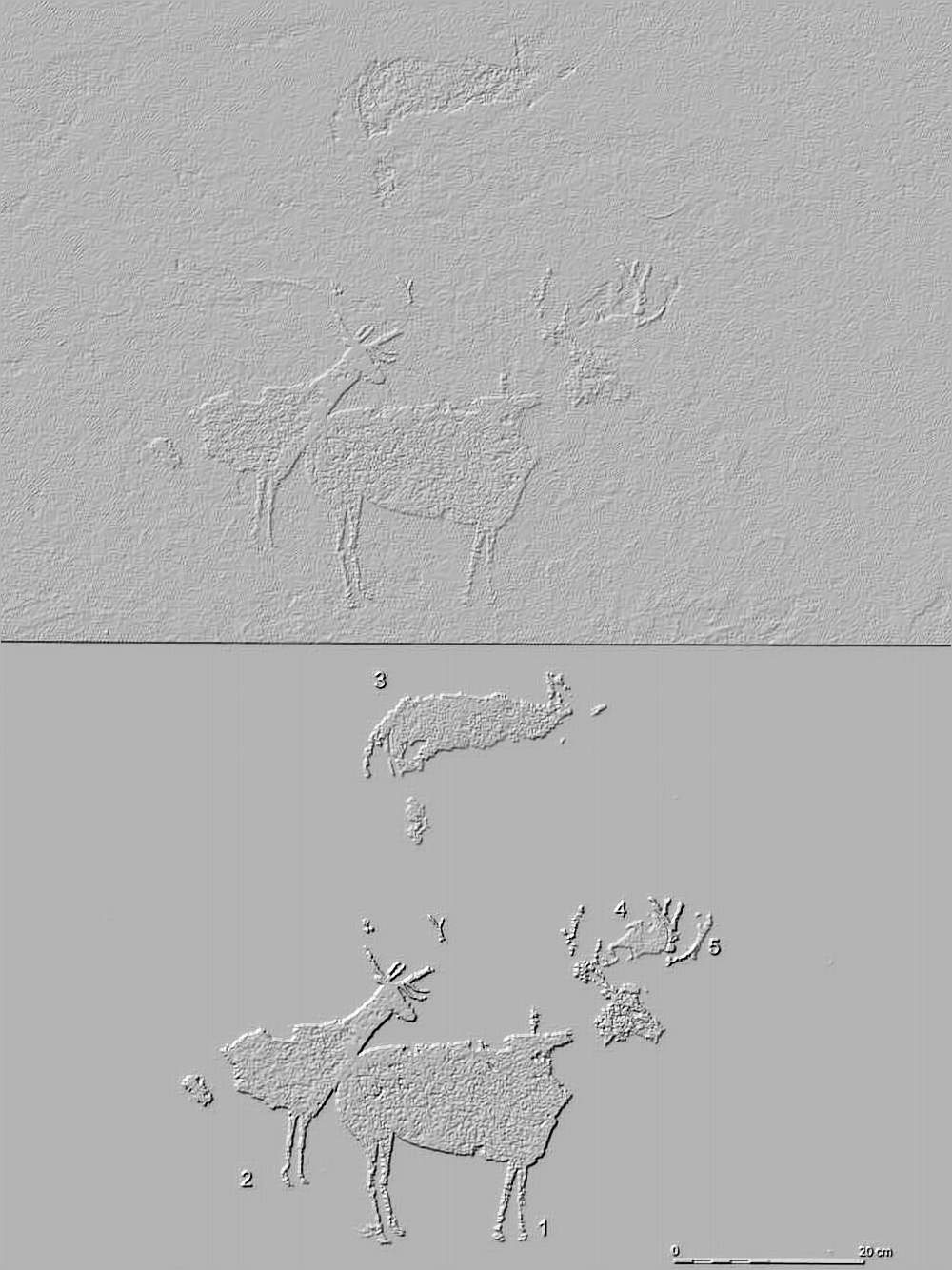
Detalle de panel decorado (tratamiento digital: relieve) en el Abrigo del Prao Medias, Rodeno de Tormón, Parque Cultural de Albarracín [Modificado de Bea y Angás, 2015:130] (2018).

## Estilo
Levantino y naturalista, particularmente las representaciones pintadas en rojo.

## Cronología
Por sus características, podría situarse en un amplio segmento cronológico -entre el Neolítico Antiguo y el Final-: 7.000-5.000 años antes del presente.

## Información
Para visitar los abrigos rupestres de Tormón resulta aconsejable la utilización de la publicación Sendero por el Arte Rupestre de Tormón (2017): «Guía Didáctica» editada por el Ayuntamiento de Tormón, en colaboración con la Dirección General de Cultura y Patrimonio del Gobierno de Aragón.